# 카렌 말리나 화이트

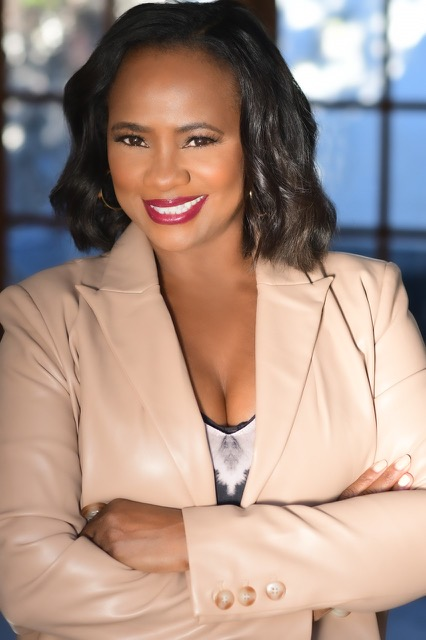

카렌 말리나 화이트(Karen Malina White, 1965년 7월 7일 ~ )는 미국의 배우, 텔레비전 배우, 성우, 영화배우이다.
필라델피아에서 태어났다.

## 영화
- 콘플릭트 오브 인터레스트 (2015년)
- 러브 오버보드 (2012년) - 티나 역
- 치퍼 투 킵 헐 (2011년) - 코렌 역
- 북극광 (2010년)
- 더 프라우드 패밀리 무비 (2005년)
- 고독한 스승 (1989년)
- 코스비 가족 (1984년)